# Bolszaja Uria
Bolszaja Uria (ros. Большая Уря) – wieś (sieło) w Rosji, w Kraju Krasnojarskim, w rejonie kańskim. W 2010 liczyła 1223 mieszkańców.